# SDSS J015957.64+003310.5
SDSS J015957.64+003310.5 (abbreviato SDSS J0159+0033) è una galassia distante situata in direzione della costellazione della Balena alla distanza di 3,5 miliardi di anni luce. Questa galassia era già inserita nell'archivio di dati dello Sloan Digital Sky Survey. Ospita al centro un buco nero supermassiccio equivalente a circa 100 milioni di masse solari.
Osservata precedentemente nel 1998 e nel 2005, ad una recente osservazione sono stati rilevati segnali indicativi della distruzione di una stella di grande massa la cui materia precipitava sul buco nero seguendo orbite ellittiche, contribuendo in tal modo all'espansione del disco di accrescimento con l'emissione finale di radiazioni nella banda ottica ed in quella dei raggi X. Questi brillamenti finali (o flare) sono detti Tidal Disruption Flares e raggiungono una luminosità estrema tanto da uguagliare in intensità quella di tutte le stelle presenti nella stessa galassia.